# Канцелярська помилка
«Канцелярська помилка» (англ. Clerical Error) — науково-фантастичне оповідання Кліффорда Сімака, вперше опубліковане журналом «Astounding Science Fiction» в серпні 1940 року.

## Сюжет
Персонал бази «Вулик» на Юпітері, потрапив у критичне становище. Компенсація гігантського зовнішнього тиску атмосфери Юпітера потребувала багато енергії, яка забезпечувалась власним ядерним реактором чи вітряною електростанцією.
Але маленька помилка якогось клерка на Землі призвела до постачання запасів міді замість потрібного меркотиту, рідкісного мінералу з Меркурія, єдиного матеріалу, придатного для ізоляції камери згорання в реакторі.
«Вулик» був збудований не для марнославного підкорення Юпітера, а для дослідної станції, яка розводила місцеву коренерийку для використання її залоз для створення ліків проти «космічної чуми», вірусу, що винищив древню цивілізацію Марса, а тепер добрався і до людей.
«Ковчег Юпітера» — корабель який терміново доставляв запас меркотиту, був збитий раптовою бурею неподалік від бази. Буря також вивела з ладу вітроелектростанцію. На пошуки корабля вирушили всюдиходи.
Невдовзі Біл Вікерс, наказав відкликати їх, щоб використати меркотит з їхніх реакторів на базі. Повернулись усі, окрім всюдихода старого п'яниці Кела Осборна, який не виходив на зв'язок. Але врешті він повідомив, що знайшов корабель розбитим на дні глибокого каньйону.
Вікерс наказав Осборну послати вниз до корабля одного із роботів і на всюдиході вирушив йому на допомогу. Добравшись до краю каньйону, він побачив, що всюдихід Осборна знаходиться внизу і координує роботу роботів із пробивання шляху до контейнерів меркотиту всередині зруйнованого корабля. Він вимушений був спуститись, бо автоматичні програми роботів не могли виконати це завдання.
По команді Осборна, Вікерс витягнув нагору всі контейнери. Після чого Осборн попрощався з ним, і заповів йому свою схованку спиртного на станції. Його всюдихід при спуску пошкодив протиатмосферний захист, і до моменту коли метанова злива добереться до металевих деталей залишались секунди.